# Katherine Quenot
Pour les articles homonymes, voir Quenot.
Katherine Quénot, née le 25 juillet 1958 à Bouttencourt, est une auteure française d'ouvrages pour la jeunesse et de romans de science-fiction.

## Biographie
Diplômée en psychomotricité et licenciée en psychologie en 1978, Katherine Quénot travaille quelques années dans le domaine médico-social avant de devenir rédactrice en chef d’une revue musicale, GIG, dans les années 80. Elle collabore ensuite à de nombreux journaux comme le Figaro,USA Magazine, Charlie Mensuel et Pilote.
C’est en 1991 que paraît son premier roman fantastique chez Albin Michel, Blanc comme la nuit, suivi de la nouvelle Rien que des sorcières qui obtient le Grand Prix de l'Imaginaire  en 1994. Viennent ensuite deux autres romans fantastiques, Si tu m’aimes et Momie, puis Katherine Quénot se tourne vers la littérature jeunesse en 1999, avec la création de la collection Les compagnons de la peur (16 volumes), aux éditions Albin Michel.
Dans la foulée suivent des dizaines de romans jeunesse parus aux éditions Syros, Disney Hachette, Hachette bibliothèque rose et Fleurus, ainsi que des adaptations en romans du deuxième et troisième film de Pirates des Caraïbes. Tout ceci, parallèlement à l’écriture de beaux livres consacrés au monde merveilleux (sorcières, elfes, nains,  Merlin…) , parus aux éditions Albin Michel, Desinge&Hugo&Cie, Glénat et Hoëbeke, les derniers étant L’almanach de la sorcière, L’encyclopédie des vampires, Le livre de Satan, Le Livre de Sade, et Le livre secret des vampires, paru en octobre 2011.

## Œuvres

### Romans
- Blanc comme la nuit (Albin Michel) 1991, (paru en poche chez J'ai lu, traduit en allemand et italien).
- Rien que des sorcières (Albin Michel) 1993, (Grand prix du Fantastique en 1994, paru en poche chez J'ai lu).
- Si tu m'aimes... (Albin Michel) 1995. (paru en poche chez J'ai lu)
- Momie (Albin Michel) 1998

### Beaux livres
- Le livre secret des sorcières (Albin Michel) 1994. Illustré par Guillaume Arethos. (Traduit en coréen)
- Le livre d'école des apprenties sorcières (Albin Michel) 2002. Illustré par Civiello.
- Le livre secret des Elfes (Albin Michel) 2004 Illustré par Civiello
- Le livre secret des Nains (Albin Michel) 2005 illustré par Civiello
- Le livre secret de Merlin (Glénat, éditions Vent des Savanes), 2007 illustré par Brucero.
- L’almanach de la sorcière (Desinge & Hugo & Cie), 2009
- L’encyclopédie des vampires (Hoëbeke), 2009
- Le livre de Sade (Desinge&Hugo&Cie), 2010
- Le livre de Satan (Desinge&Hugo&Cie), 2010
- Le livre secret des vampires (Desinge & Hugo & Cie), 2011
- 50 raisons de se réincarner en chat, édition Desinge/Hugo & Cie, octobre 2013
- Le vrai visage des fées, édition Desinge/Hugo & Cie, octobre 2013

### Albums pour la jeunesse
- Hanou, la légende d'Hanuman (Albin Michel/Gaumont) 1998 Illustré par Fabien Lacaf.
- Collaboration à 365 histoires pour le soir, éditions Fleurus, 2007 et 2008
- Collection: Une journée avec Winnie l'Ourson, (Disney/Hachette):
- Cuisiner avec Maman Gourou (2002)
- Petit Gourou n'aime pas la sieste (2002)
- Porcinet et la Pluie (2002)
- Coco Lapin est de mauvaise humeur (2002)
- Tigrou perd son cerf-volant (2004)
- C'est bon d'être propre (2004)
- Tigrou cherche un logis (2004)
- C'est amusant d'essayer (2004)

#### Collection: Disney Lecture
- Peter Pan: retour au Pays imaginaire (2002)

#### Collection: Disney classique
- Le monde de Nemo (2003)

#### Collection: Disney présente
- Winnie l'Ourson et l'éfélant (2005)

#### Collection: Disney cinéma
- Bambi (2004)

#### Collection: Mon premier album
- Aladdin
- Les Aristochats

#### Hors collection
- Poussière de fées et l’œuf magique : Traduction et adaptation de l’œuvre de Gail Carson Levine. (2005)
- La plante empoisonneuse de Lili
- Clochette a des ennuis
- Rani et le lagon des sirènes
- Vidia et la couronne de fées
- Beck et la grande bataille de mûres
- Bande dessinée du film Ratatouille (2008)

#### ÉditionsGallimard
- Adaptation en albums de la série télévisée tirée du petit prince de Saint-Exupéry : 28 titres en 2012/2013
- Adaptation du manga Redakaï: 4 titres en 2013

#### Éditions Hachette: Ma Première bibliothèque rose
- Je suis une Princesse : 10 titres
- Ma princesse préférée : 8 titres
- Mes animaux préférés : 5 titres
  - Moi Bambi., 2006
  - Moi Belle, 2006.
  - Moi frère des ours, 2006.
  - Moi Simba, 2007.
  - Moi Baloo, 2007.

- Shuriken School : 12 titres
- Charlotte aux Fraises : 24 titres
- Winx : un titre
- The Dog : 6 titres

#### Éditions Hachette:  Bibliothèque Rose
- Littlest Pet Shop : histoires originales d'après les personnages de Hasbro : 13 titres parus de 2011 à 2013
- My Little Pony (adaptation de la série télévisée) : 6 titres en 2013/2013
- Mariage de princesse : 4 titres parus en 2012/2013
- La Reine des Neiges : 7 titres parus en 2014/2015
- Mia et moi : a écrit les 4 premiers tomes, les suivants ont été écrits par Rainbow Rowell

### Romans jeunesse

#### Les Compagnons de la peur
Editions Albin Michel collection "Étrange". 16 titres parus de 1999 à 2000 :
- Le démon de la console
- La vengeance du Pharaon
- Traquenard à Pékin
- Les sosies maléfiques
- Les mutants au sang froid
- Le défi des Immortels
- Les voleurs de vie
- Lune de sang
- Rêves mortels
- Un secret d'outre tombe
- Le sortilège d'Égypte
- L'éveil du vampire
- La ruse du diable
- Alerte aux rats
- Les dieux de Carthage
- Les otages du futur

#### Collection Z'azimuth
Éditions Fleurus
- 25 jours en mer (2001)
- Le dernier saut d'Astrée (2002)
- La tête dans les étoiles (2002)
- Mission Bradlight (2003)
- Un cheval pour la vie (2003)
- La griffe du tigre (2004)
- Les citrouilles ensorcelées (2004)
- La chute de Carthage (2005)
- La croisade oubliée (2006)
- En garde, Robin! (2007)
- L’éducation de Morgane (2007)

#### Collection Souris Verte
Éditions Syros
- Chut, la falaise tombe (2001)

#### Collection aventure
Éditions Disney/Hachette
- Atlantide (2001)
- La Planète au trésor, un nouvel univers (2002)
- Les Aventures de Prilla au Pays Imaginaire (2005)
- Pirates des Caraïbes : Le secret du coffre maudit. (2006)
- Pirates des Caraïbes : Jusqu’au bout du monde (2007)

### Collection Pas à pas
Éditions Auzou
- Les grandes oreilles, 2013

### Livre-jeu
- Le Dixième pharaon (ill. Jean Barbeau), coll. « Une aventure dont tu es le héros, il était une fois... l'homme », 2014, livre-jeu[2].